# リッキー・バーンズ
リッキー・バーンズ（Ricky Burns、1983年4月13日 - ）は、スコットランドのプロボクサー。グラスゴー出身。元WBO世界スーパーフェザー級王者。元WBO世界ライト級王者。元WBA世界スーパーライト級王者。世界3階級制覇王者。
教科書さながらの基本に忠実なボクシングスタイル。世界王座獲得後も街のスポーツ・ショップで店員として働いている。

## 来歴
2001年10月20日、プロデビュー。4回判定勝ち。
2006年2月18日、EBU欧州並びにコモンウェルスイギリス連邦並びにBBBofC英国スーパーフェザー級王者アレックス・アーサーと対戦したが、プロ初黒星となる12回0-3（111-117、110-118、112-116）の判定負けを喫し、王座獲得に失敗した。
2007年2月9日、コモンウェルスイギリス連邦スーパーフェザー級王者カール・ヨハンセンと対戦し、12回0-3（109-118、2者が110-117）の判定負けを喫し、またも王座獲得に失敗した。
2008年9月26日、オサマム・アカーバとコモンウェルスイギリス連邦スーパーフェザー級王座決定戦を行い、12回3-0（116-113、117-112、116-112）の判定勝ちを収め、王座を獲得した。
2008年11月14日、ヤクブ・アミドゥとグラスゴーのケルビンホールで対戦し、7回2分57秒TKO勝ちを収め、初防衛に成功した。
2009年3月27日、イギリス・グラスゴーのベラヒューストン・スポーツセンターでマイケル・ゴメスと対戦し、7回0分47秒TKO勝ちを収め、2度目の防衛に成功した。
2009年6月19日、グラスゴーのベラヒューストン・スポーツセンターでケビン·オハラと対戦し、12回3-0（117-110、115-113、117-111）の判定勝ちを収め3度目の防衛に成功した。
2010年9月4日、WBO世界スーパーフェザー級王者ローマン・マルチネス（プエルトリコ）に挑戦。初回にバーンズはダウンを奪われたが、それ以降は主導権を奪って12回3-0（2者が115-112、115-113）の僅差判定勝ちを収め王座を獲得した。
2010年12月4日、グラスゴーのブラエヘッド・アリーナでアンドレアス・エバンセン（ガーナ）と対戦し、12回3-0（2者が119-108、118-109）の大差判定勝ちを収め、初防衛に成功した。
2011年3月12日、グラスゴーのブラエヘッド・アリーナでジョセフ・レイヤ（ノルウェー）と対戦し、レイヤが7回終了時に棄権した為、世界王者になって初のKO勝ちとなるTKO勝ちを収め、2度目の防衛に成功した。
2011年7月16日、リヴァプールのエコー・アリーナ・リヴァプールで元WBO世界スーパーフェザー級王者のニッキー・クック（イギリス）と対戦し、初回1分33秒TKO勝ちを収め、3度目の防衛に成功した。
転向戦を得ず同年11月5日、ロンドンにて元WBO世界ライト級暫定王者マイケル・カティディス（オーストラリア）とWBO世界ライト級暫定王座決定戦を行い、12回3-0（117-112、2者が117-111）の判定勝ちを収め王座を獲得し、2階級制覇を達成した。
2012年1月6日、正規王者ファン・マヌエル・マルケスがスーパーライト級に転向するためにWBO世界ライト級王座を返上したため、正規王座認定を受け正規王者になった。
2012年3月10日、グラスゴーのブラエヘッド・アリーナで元WBA世界ライト級王者パウルス・モーゼス（ナミビア）と対戦し、12回3-0(120-110、117-110、119-110)の大差判定勝ちを収め、初防衛に成功した。
2012年9月22日、グラスゴーのスコティッシュ・エキシビジョン・センターで英国人のケビン・ミッチェルと対戦し、4回2分59秒TKO勝ちを収め2度目の防衛に成功した。
2013年1月14日、同年３月16日にロンドンのウェンブリー・アリーナでIBF世界ライト級王者のミゲル・バスケスと王座統一戦を行うことが決定した。
2013年3月4日、同月16日に予定されていたIBF王者のミゲル・バスケスとの間で行う予定だった王座統一戦は同年4月20日に延期となった。
2013年3月6日、同年4月20日に延期となっていたIBF王者のミゲル・バスケスとの間で行う予定だった王座統一戦は中止となった。
2013年5月11日、グラスゴーのエミレーツ・アリーナでホセ・ゴンサレスと対戦。試合は序盤から挑戦者のゴンサレスが優位に進めていき、中盤にはバーンズをロープに詰めラッシュをかけKO寸前まで追い詰めるも、8回からは挑戦者が下がり続け、チャンピオンに逆転の光明が見えかけた矢先の10回にゴンサレスが手の負傷を理由にギブアップし9回終了TKO勝ちを収め、3度目の防衛に成功した。
2013年9月7日、グラスゴーのスコティッシュ・エキシビジョン・センターでWBO世界ライト級6位のレイムンド・ベルトランと対戦し、8回にダウンを奪われ顎を骨折してしまい苦戦するも12回1-1（115-112、113-115、114-114）の判定で引き分けたため、4度目の防衛に成功した。しかし、この試合の判定は大きな物議を醸した。ボクシングマスコミ関係者44人の採点では44人全てが対戦相手のベルトランの勝利を支持しており、バーンズの勝ちとしたのは1人もいなかった。
2014年3月1日、グラスゴーのスコティッシュ・エキシビジョン・センターでWBO世界ライト級1位のテレンス・クロフォードと指名試合を行い、12回0-3（112-116、111-117、112-115）の判定負けを喫し5度目の防衛に失敗、王座から陥落した。
2015年5月9日、初のアメリカでの試合をテキサス州ヒダルゴ郡ヒダルゴのステート・ファーム・アリーナでWBC世界ライト級休養王者オマール・フィゲロアとノンタイトル12回戦をスーパーライト級契約体重で行う予定だった。
2016年5月28日、グラスゴーのThe SSE HydroでWBA世界スーパーライト級1位のミケーレ・ディ・ロッコとWBA世界スーパーライト級王座決定戦を行い、8回1分51秒TKO勝ちを収めイギリスのボクサーでは3人目、スコットランドのボクサーで初めての世界3階級制覇を達成した。
2016年7月1日、WBAはWBA世界スーパーライト級王者のリッキー・バーンズとWBA世界スーパーライト級1位でリッキー・ハットンの持ち駒であるキリル・レリクに対し対戦交渉を行い30日以内に合意するよう指令を出した。対戦交渉が合意に至らなければ入札になるとのこと。
2016年10月7日、The SSE HydroでWBAインターコンチネンタルスーパーライト級王者でWBA世界スーパーライト級1位のキリル・レリクと対戦し、12回3-0（118-110、2者が116-112）の判定勝ちを収め初防衛に成功した。
2017年4月15日、The SSE HydroでIBF世界スーパーライト級王者でIBO世界スーパーライト級王者のジュリアス・インドンゴと王座統一戦を行い、12回0-3（108-120、110-118、112-116）の判定負けを喫しWBA王座は2度目の防衛に失敗、IBF王座並びにIBO王座の獲得に失敗した。
2017年10月7日、マンチェスターのマンチェスター・アリーナで元WBA世界ライト級王者のアンソニー・クローラとライト級12回戦を行い、12回0-3（113-116、112-117、114-116）の判定負けを喫し再起に失敗した。
2021年10月、リチャード・シェイファーが設立した新興プロモート会社プロベラムと契約を交わした。

## 獲得タイトル
- コモンウェルスイギリス連邦スーパーフェザー級王座（防衛3→返上）
- WBO世界スーパーフェザー級王座（防衛3→返上）
- WBO世界ライト級暫定王座（防衛0→正規王座に認定）
- WBO世界ライト級王座（防衛4）
- WBOインターナショナルライト級王座
- WBA世界スーパーライト級王座（防衛1）